# جورج ديكر (لاعب كرة قاعدة)
جورج ديكر (بالإنجليزية: George Decker)‏ هو لاعب كرة قاعدة أمريكي، ولد في 1 يونيو 1869 في يورك في الولايات المتحدة، وتوفي في 7 يونيو 1909 في Patton, California ‏ في الولايات المتحدة.

## وصلات خارجية
- جورج ديكر على موقعبيزبول رفرنس.كوم (الدوري الرئيسي) (الإنجليزية)